# Lo Parracó
Lo Parracó és un paratge del terme municipal de Conca de Dalt, a l'antic terme d'Hortoneda de la Conca, al Pallars Jussà, en territori que havia estat de l'antiga caseria de Senyús.
Està situat al nord dels Masos de la Coma i al sud-est de Senyús, a la dreta de la llau dels Carants, al vessant nord-oest del Serrat de la Pera.